# 房石镇
房石镇，是中华人民共和国四川省广元市青川县下辖的一个乡镇级行政单位。房石镇位于县域西南，幅员面积99.32平方公里，总人口6830人，历来为商旅重镇。林业、药材、畜牧、茶叶四大支柱产业快速发展，药材种植面积达4500亩，肉牛存栏1500余头，是青川县药材强镇、畜牧大镇。

## 行政区划
房石镇下辖以下地区：
场镇社区、前河村、兴佛村、群丰村、理河村、天井村、白龙村、新龙村、新光村、三桥村、柴柏村和下院村。

## 交通
- 543国道过境。